# Громадська вбиральня

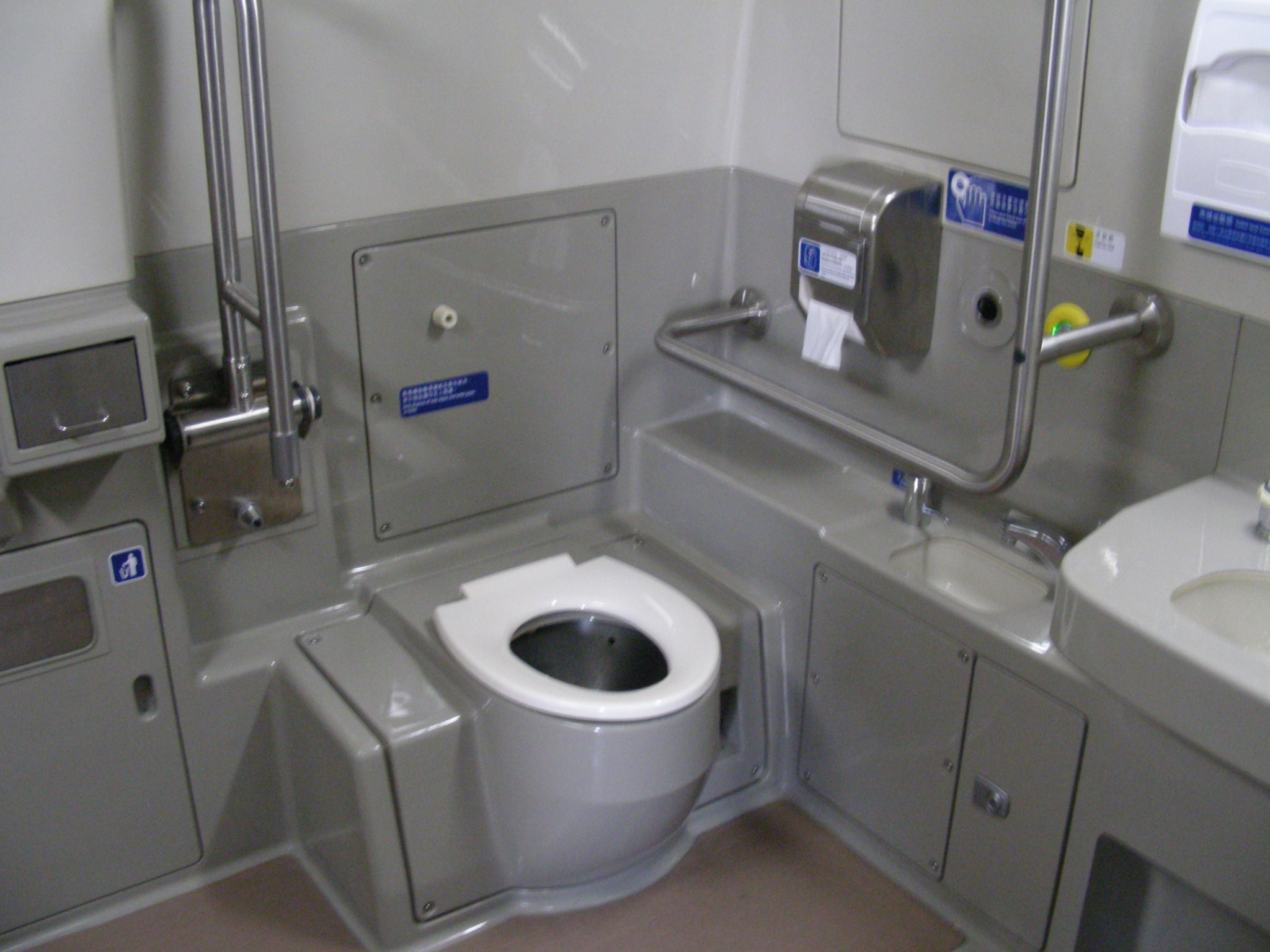
Громадська вбиральня у поїзді на Тайвані

Громадська вбиральня — приміщення санітарно-гігієнічного призначення, що не є частиною приватної оселі. Має в своєму складі кабіну з унітазом та вмивальником або частина житлового приміщення, в якій розміщені ванна та вбиральня.
Громадська вбиральня може бути роздільною або суміщеною, коли виконує функції і ванни, і вбиральні.